# Dog Pound
Dog Pound è un film del 2010 diretto da Kim Chapiron.
Si tratta del remake del film Scum diretto da Alan Clarke nel 1979.

## Trama
Tre giovani malviventi - Davis, Angel e Butch - vengono inviati al centro di detenzione minorile di Enola Vale nel Montana. Qui Goodyear, un agente duro ma onesto, esorta i nuovi detenuti a seguire le regole e a scontare tranquillamente la loro pena detentiva in modo da ottenere una seconda possibilità all'esterno. All'inizio Butch tenta di conformarsi alle regole, ma presto lui e i suoi amici vengono attaccati dal capo bullo Banks e dai suoi scagnozzi, Eckersley e Looney.
Rifiutandosi di rivelare i nomi dei suoi aggressori, Butch viene mandato in isolamento. Una volta uscito, si vendica immediatamente di Banks, Eckersley e Looney riempiendoli di botte. Il terrore che Butch ha istillato tra i detenuti permette così una protezione temporanea ai suoi amici, Davis e Angel.
Durante un normale lavoro di pittura, Angel e Goodyear iniziano a litigare. Angel viene sbattuto contro un muro da Goodyear e muore sul colpo. Butch, che è stato testimone dell'alterco, viene messo in isolamento mentre si svolge un'indagine.
Senza la protezione di Butch, Davis viene violentato da Looney ed Eckersley. Davis cerca quindi di contattare sua madre durante la notte, ma un ufficiale nega la sua richiesta, dicendogli che dovrà aspettare fino al mattino. Sentendosi impotente, Davis torna alla sua cuccetta e si suicida tagliandosi le vene.
La morte di Angel e Davis porta i detenuti del loro dormitorio a fare uno sciopero della fame durante la colazione. Pian piano gli animi nella mensa si infiammano; Butch perde il controllo ed istiga una rivolta carceraria in piena regola nel corso della quale attacca brutalmente Looney. Gli agenti di detenzione sono sopraffatti e tornano alla mensa in tenuta antisommossa, usando gas lacrimogeni e proiettili di plastica nel tentativo di porre fine alla rivolta. Durante la rivolta, Butch cerca di fuggire dall'edificio, ma pochi istanti dopo viene catturato e picchiato dagli agenti della prigione che li riportano all'interno della struttura.

## Produzione
Il film venne girato con un budget stimato di 4.830.000 di euro.
Parte del cast del film era composto da detenuti reali.

## Distribuzione
Dog Pound venne presentato in anteprima al Tribeca Film Festival il 24 aprile 2010. È stato distribuito in Francia il 23 giugno 2010 e in Canada il 7 settembre 2010. È stato anche distribuito nel Stati Uniti, Messico, Svizzera (solo regione francofona), Spagna e Regno Unito.

## Accoglienza

### Critica
Il critico Perri Nemiroff ha descritto il film come "intenso" e non adatto ai gusti di tutti gli spettatori.
Il film ha ricevuto recensioni positive; sul sito web aggregatore di recensioni Rotten Tomatoes, detiene una valutazione del 65% con una media di 6,2 basata su 26 recensioni Su Metacritic ha una valutazione 57/100, che significa "recensioni contrastanti o medie".

## Riconoscimenti
- 2010 - Tribeca Film Festival
  - Jury Award for Best New Narrative Director
  - Nomination Jury Award for Best Narrative Feature